# مارسيل أرنولد (عداء سريع)
مارسيل أرنولد هو عداء سريع سويسري، ولد في 17 يناير 1962.

## وصلات خارجية
- مارسيل أرنولد على موقع الاتحاد الدولي لألعاب القوى (الإنجليزية)
- مارسيل أرنولد على موقع أوليمبيديا (الإنجليزية)